# Evgueni Alekseïev
Pour les articles homonymes, voir Alekseïev.
Evgueni Vladimirovitch Alekseïev (en russe : Евгений Владимирович Алексеев), né le 28 novembre 1985 à Pouchkine (Russie), est un grand maître international russe du jeu d'échecs.
Au 1er novembre 2018, il est le 172e joueur mondial, avec un classement Elo de 2 620 points.

## Biographie et carrière

### Tournois individuels
Alekseïev remporta la médaille de bronze lors du championnat du monde d'échecs junior de 2005. L'année suivante, il remporte l'édition 2006 du championnat de Russie d'échecs, battant Dmitri Iakovenko dans un match de départage. En remportant l'Open Aeroflot de Moscou en 2007, Alekseïev s'est qualifié pour le tournoi d'échecs de Dortmund, où il termine second derrière le champion du monde Vladimir Kramnik et avec Viswanathan Anand et Péter Lékó. 
En juillet 2008, il remporte le tournoi des grands-maîtres du festival d'échecs de Bienne en battant le Cubain Leinier Domínguez lors des blitz de départage.
En 2012, il partage la première place du championnat de Russie avec cinq autres joueurs et finit sixième après le départage en parties rapides. 
Lors du championnat d'Europe d'échecs individuel de 2013, Alekseïev remporte la médaille d"argent. En 2017, il remporte le championnat de Saint-Pétersbourg et le mémorial Viktor Kortchnoï.

### Championnats du monde et coupes du mondes
| Année | Lieu            | Résultat                         | Ultime adversaire  | Adversaires battus                                                         |
| ----- | --------------- | -------------------------------- | ------------------ | -------------------------------------------------------------------------- |
| 2004  | Tripoli         | premier tour                     | Utut Adianto       |                                                                            |
| 2005  | Khanty-Mansiïsk | premier tour                     | Murtas Kazhgaleïev |                                                                            |
| 2007  | Khanty-Mansiïsk | quart de finale (cinquième tour) | Sergueï Kariakine  | Anuar Ismagambetov, Konstantin Sakaïev Laurent Fressinet, Ievgueni Bareïev |
| 2009  | Khanty-Mansiïsk | troisième tour                   | Fabiano Caruana    | Alekseï Pridorojny, Laurent Fressinet                                      |
| 2011  | Khanty-Mansiïsk | deuxième tour                    | Vassili Ivantchouk | Markus Ragger                                                              |
| 2013  | Tromsø          | premier tour                     | Baskaran Adhiban   |                                                                            |
| 2021  | Sotchi          | deuxième tour                    | Aryan Tari         | Adham Fawzy                                                                |

### Compétitions par équipe
En novembre 2007, Alekseïev est membre de la sélection russe qui remporte le championnat d'Europe d'échecs des nations. Lors de l'édition suivante, en 2009, la Russie finit deuxième.
En 2009 et 2010, il remporte la coupe d'Europe des clubs d'échecs avec l'équipe de l'Ekonomist Saratov.
Alekseïev a participé à l'Olympiade d'échecs de 2010 dans l'équipe de Russie B qui finit sixième de la compétition.